# La Tierra se mueve. Galileo y la Inquisición
La Tierra se mueve. Galileo y la Inquisición (en el original The Earth Moves. Galileo and the Roman Inquisition) es un libro del autor estadounidense Dan Hofstadter. En él narra el momento histórico del enfrentamiento entre Galileo Galilei y el papa Urbano VIII y el proceso penal ante la inquisición romana que sufrió el sabio. El escritor aprovecha para describir el contexto contemporáneo del suceso, un tiempo en el que el humanismo y la ciencia estaban constreñidos por el ambiente religioso imperante.